# Dúll Andrea
Dúll Andrea (Debrecen, 1964. március 21.) magyar környezetpszichológus, habilitált egyetemi docens a Budapesti Műszaki és Gazdaságtudományi Egyetem (BME) Szociológia és Kommunikáció Tanszékén, majd az ELTE Pedagógiai és Pszichológiai Kar Gazdaság- és Környezetpszichológia Tanszékének vezetője. Több doktori iskolában témavezető.

## Életpályája
1987-ben végzett a debreceni Kossuth Lajos Tudományegyetemen pszichológia szakon, pszichológus és pszichológia szakos középiskolai tanári diplomát szerzett. Már egyetemi évei alatt is a környezetpszichológia felé orientálódott, s a végzés után is mind az oktatásban, mind a kutatás területén a környezetpszichológia foglalkoztatta. 1987 és 1990 között a Magyar Tudományos Akadémia tudományos továbbképzési ösztöndíjasaként az Eötvös Loránd Tudományegyetem Kísérleti Pszichológiai Tanszékén dolgozott, ahol 1991-ben doktorált (dr. univ.) „Hétköznapi cselekvések mentális szerveződése” témával, majd 1998-ban védte meg „Hétköznapi otthoni rutinok környezetpszichológiai vizsgálata” című PhD-disszertációját az ELTE, Pszichológiai Doktori Iskolában, summa cum laude minősítéssel. 1990 és 2008 között az ELTE Kísérleti Pszichológia Tanszékén, majd a Kognitív Tanszéken adjunktusi, később docensi beosztásban oktatott és kutatott, közben 2004-ben alapított egy környezetpszichológiai vállalkozást, amelynek vezetőjeként gyakorlati munkákat (környezetpszichológiai felmérések, tanácsadás) is végez. 2009 óta a BME Szociológia és Kommunikáció Tanszékén oktat és kutat egyetemi docensi beosztásban. Mind kutató-, mind oktatómunkája terén egyik legfontosabb szakmai eredménye, hogy kezdeményezése és immár több mint két évtizedes munkája nyomán Magyarországon is meghonosodott a környezetpszichológia tudományterülete. 2010-ben habilitált környezetpszichológia témából. Az utóbbi években a környezeti kommunikáció tudományterületét is szorgalmazza mind az oktatásban, mind a kutatásban. Oktatói munkáját félállásban folytatja a BME-n, de főállásban 2011 óta az ELTE Pedagógiai Pszichológiai Kar Gazdaság- és Környezetpszichológia Tanszékének vezetője.
Előadásai, kutatásai multidiszciplináris irányba mutatnak, így több egyetem doktori iskolájában oktató és témavezető (BME, PTE, ELTE), így tevékenységével az egyetemek együttműködését is elősegíti. 1986 és 2013 közt szakmai publikációinak száma 232 tétel. Tizenöt doktorandusz hallgató témavezetője, közülük egy fő PhD vizsgát tett, 3 fő abszolutóriumot szerzett.

## Kutatási területe
Környezetpszichológia: elsődleges, másodlagos territóriumok, személy-környezet tranzakciók, az épített és természeti környezet pszichológiai hatásának feltárása, környezeti egészségpszichológia.

## Tudományos publikációi
- Keszei Barbara, S Siklósi Zsuzsanna, Brózik Péter, DÚLL Andrea: Az instrukció és a vizsgálati keret szerepe a mentális térképezésben. In: Kapcsolataink világa: Magyar Pszichológiai Társaság XXII. Országos Tudományos Nagygyűlése. Budapest, Magyarország, 2013.06.05-2013.06.07. Budapest: Magyar Pszichológiai Társaság, p. 194.

Egyéb konferenciaközlemény/Absztrakt/Tudományos
- Brózik Péter, DÚLL Andrea: Városi biztonság környezetpszichológiai megközelítésben: Egy kvalitatív kutatás eredményei. In: Kapcsolataink világa: Magyar Pszichológiai Társaság XXII. Országos Tudományos Nagygyűlése. Budapest, Magyarország, 2013.06.05-2013.06.07. Budapest: Magyar Pszichológiai Társaság, p. 195.

Egyéb konferenciaközlemény/Absztrakt/Tudományos
- Brózik Péter, DÚLL Andrea: A városi biztonság környezetpszichológiai aspektusai.: Kvalitatív interjúk tartalomelemzése. In: Tudományos próbapálya: a PEME VI. PhD-Konferenciája. Budapest, Magyarország, 2013.03.12. Budapest: pp. 1–20. Paper 1.  helytelen ISBN kód: 979-963-88433-8-8

Könyvrészlet/Konferenciaközlemény/Tudományos
- Brózik Péter, DÚLL Andrea: A városi biztonság környezetpszichológiai aspektusai.: Kvalitatív interjúk tartalomelemzése (Előadás a PEME VI. PhD konferenciáján, 2013)
- Urbán Róbert–Dúll Andrea: Magántanár pszichológiából. Felvételihez és vizsgákhoz; Dokusoft, Bp., 1997
- Környezetpszichológiai szöveggyűjtemény; szerk. Dúll Andrea, Kovács Zoltán; Kossuth Egyetemi, Debrecen 1998- (Bibliotheca psychologica)
- Környezet – pszichológia; szerk. Dúll Andrea, Szokolszky Ágnes; Akadémiai, Bp., 2006 (Pszichológiai szemle könyvtár)
- A környezetpszichológia alapkérdései. Helyek, tárgyak, viselkedés; L'Harmattan, Bp., 2009 (Kívülbelül)
- Pláza, ifjúság, életmód. Egészségmagatartás vizsgálatok a fiatalok körében; szerk. Demetrovics Zsolt, Paksi Borbála, Dúll Andrea; L'Harmattan, Bp., 2009 (Szakmai forrás; Kutatások)
- Tér-rétegek: tanulmányok a 21. század térfordulatairól; szerk. Dúll Andrea, Izsák Éva; L'Harmattan, Bp., 2014 (Kívülbelül)
- Rábeszélőtér. A szuggesztív kommunikáció környezetpszichológiája; szerk. Dúll Andrea, Varga Katalin; L'Harmattan, Bp., 2015 (Kívülbelül)

Egyéb/Előadás/Tudományos

## Társasági tagság (válogatás)
- Magyar Pszichológiai Társaság tagja (1990-)
- IAPS[3] tagja (1995-)
- Magyar Biológiai Társaság tagja (2004-)
- OTKA Bizottság, Pedagógia és Pszichológia Zsűri-tag (2006-2008)

### További szakmai kapcsolatok
- UCI (University of California, Irvine)
- Graduate School of Claremont, California
- The University of Utah, Salt Lake City

## Ösztöndíjak, szakmai elismerések (válogatás)
- 2009-2012. MTA Bolyai János Kutatói Ösztöndíj;
- 2004. MTA Bolyai Plakett kiváló kutatómunkáért;
- 2000–2003. MTA Bolyai János Kutatói Ösztöndíj (kiemelkedő minősítés);
- 1990. MTA TMB tanulmánypályázat, III. díj;
- 1987-1990 MTA TMB tudományos továbbképzési ösztöndíj (kutatóhely: ELTE Kísérleti Pszichológiai Tanszék);
- 1987 „Kiváló egyetemi munkáért”–plakett, KLTE, Debrecen;
- 1986 XVII. OTDK, általános pszichológiai szekció különdíja;
- 1985-1987 tanszéki demonstrátor, KLTE, Pszichológia Tanszék, Debrecen;
- 1982-1987 több alkalommal: Népköztársasági ill. Kiemelt ösztöndíj, KLTE.